# Rudná
Rudná är en stad i Tjeckien.   Den ligger i regionen Mellersta Böhmen, i den centrala delen av landet, 15 km väster om huvudstaden Prag. Rudná ligger 382 meter över havet och antalet invånare är 3 360.
Terrängen runt Rudná är huvudsakligen platt, men åt sydväst är den kuperad. Runt Rudná är det ganska tätbefolkat, med 192 invånare per kvadratkilometer. Närmaste större samhälle är Prag, 14,5 km öster om Rudná. Trakten runt Rudná består till största delen av jordbruksmark.